# Poala mexicana
Poala mexicana is een hooiwagen uit de familie Cosmetidae.